# Oberer Landschitzsee
Oberer Landschitzsee är en sjö i Österrike.   Den ligger i förbundslandet Salzburg, i den centrala delen av landet, 220 km sydväst om huvudstaden Wien. Oberer Landschitzsee ligger 1 832 meter över havet.
Trakten runt Oberer Landschitzsee består i huvudsak av gräsmarker. Runt Oberer Landschitzsee är det ganska glesbefolkat, med 21 invånare per kvadratkilometer.